# 高杉綾美
高杉 綾美（たかすぎ あやみ、1987年3月9日 - ）は、日本のAV女優。血液型:O型。身長:160cm。スリーサイズは、B89(D)・W60・H88cm。

## 略歴
愛知県出身。2006年6月23日に『新乳星』（宇宙企画）でAVデビューし、同年10月16日に『天使の唇 悪魔の瞳』（マキシング）でセルデビュー。
2012年、マキシング5周年を記念して作られた、同メーカー売り上げ歴代ベスト100作品の中に彼女の作品も含まれている。

## 出演作品

### アダルトビデオ
- 新乳星（2006年6月23日、宇宙企画）[2] ※デビュー作
- 美乳犯（2006年7月21日、宇宙企画）[2]
- 生中出し猥褻MAX 完全版（2006年8月25日、宇宙企画）[2]
- 天使の唇 悪魔の瞳（2006年10月16日、マキシング）[2]
- 激! 豊満ボディコンMAX（2006年11月16日、マキシング）[2]
- FULL THROTTLE! 爆裂3P3PATSU!!（2006年12月16日、マキシング）[2]
- 高杉綾美 the BEST（2007年3月16日、マキシング） ※総集編[2]